# Liste der Bürgermeister von San Francisco

Stadtsiegel von San Francisco

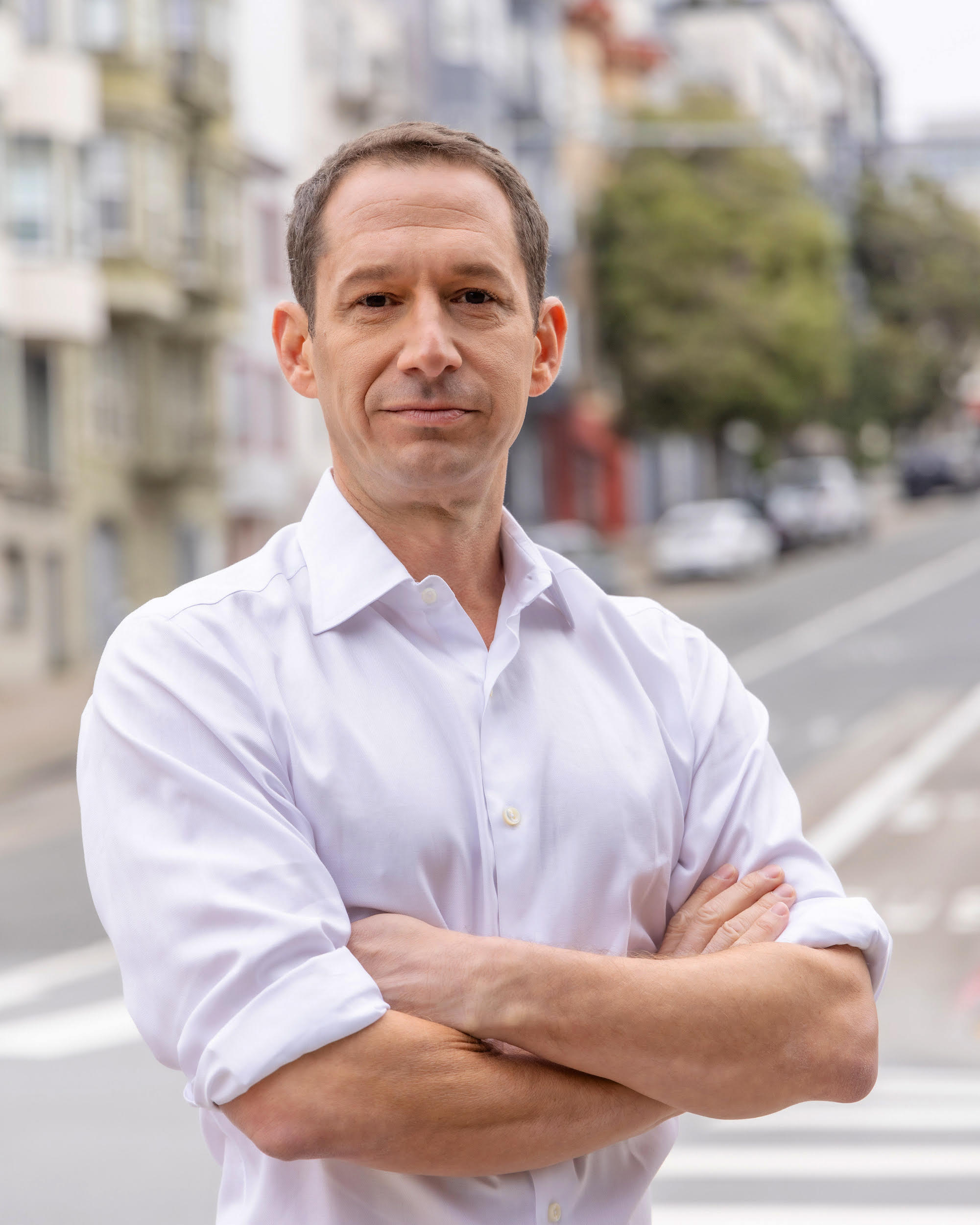
Daniel Lurie, derzeitiger Bürgermeister von San Francisco

Diese Liste führt alle Bürgermeister von San Francisco im US-Bundesstaat Kalifornien seit Erhalt des Stadtrechts im Jahre 1850 auf.
| Nr. | Bürgermeister                | Amtszeit                             | Partei                   |
| --- | ---------------------------- | ------------------------------------ | ------------------------ |
| 01  | John White Geary             | 1. Mai 1850 – 4. Mai 1851            | Keine Partei             |
| 02  | Charles James Brenham        | 1. Juli 1850 – 7. Mai 1851           | Whig Party               |
| 03  | Stephen Randall Harris       | 1. Januar 1852 – 9. November 1852    | Demokratische Partei     |
| 04  | Charles James Brenham        | 10. November 1852 – 2. Oktober 1853  | Whig Party               |
| 05  | Cornelius Kingsland Garrison | 3. Oktober 1853 – 1. Oktober 1854    | Whig Party               |
| 06  | Stephen Palfrey Webb         | 2. Oktober 1854 – 30. Juni 1855      | Know-Nothing Party       |
| 07  | James Van Ness               | 1. Juli 1855 – 7. Juli 1856          | Demokratische Partei     |
| 08  | George J. Whelan             | 8. Juli 1856 – 14. November 1856     | American Party           |
| 09  | Ephraim Willard Burr         | 15. November 1856 – 2. Oktober 1859  | American Party           |
| 10  | Henry F. Teschemacher        | 3. Oktober 1859 – 30. Juni 1863      | Vigilance People’s Party |
| 11  | Henry Perrin Coon            | 1. Juli 1863 – 1. Dezember 1867      | Vigilance People’s Party |
| 12  | Frank McCoppin               | 2. Dezember 1867 – 4. Dezember 1869  | Demokratische Partei     |
| 13  | Thomas Henry Selby           | 6. Dezember 1869 – 3. Dezember 1871  | Republikanische Partei   |
| 14  | William Alvord               | 4. Dezember 1871 – 30. November 1873 | Republikanische Partei   |
| 15  | James Otis                   | 1. Dezember 1873 – 30. Oktober 1875  | Populist Party           |
| 16  | George Hewston               | 4. November 1875 – 5. Dezember 1874  | Demokratische Partei     |
| 17  | Andrew Jackson Bryant        | 6. Dezember 1875 – 30. November 1879 | Populist Party           |
| 18  | Isaac Smith Kalloch          | 1. Dezember 1879 – 4. Dezember 1881  | Demokratische Partei     |
| 19  | Maurice Carey Blake          | 5. Dezember 1881 – 7. Januar 1883    | Republikanische Partei   |
| 20  | Washington Bartlett          | 8. Januar 1883 – 2. Januar 1887      | Demokratische Partei     |
| 21  | Edward B. Pond               | 7. Januar 1887 – 7. Januar 1891      | Demokratische Partei     |
| 22  | George Henry Sanderson       | 5. Januar 1891 – 3. Januar 1893      | Republikanische Partei   |
| 23  | Levi Richard Ellert          | 4. Januar 1893 – 6. Januar 1895      | Republikanische Partei   |
| 24  | Adolph Sutro                 | 7. Januar 1895 – 3. Januar 1897      | Populist Party           |
| 25  | James D. Phelan              | 4. Januar 1897 – 7. Januar 1902      | Demokratische Partei     |
| 26  | Eugene Schmitz               | 8. Januar 1902 – 8. Juli 1907        | Union Labor Party        |
| 27  | Charles Boxton               | 9. Juli 1907 – 16. Juli 1907         | Union Labor Party        |
| 28  | Edward Robeson Taylor        | 16. Juli 1907 – 7. Januar 1910       | Demokratische Partei     |
| 29  | P. H. McCarthy               | 8. Januar 1910 – 8. Januar 1912      | Union Labor Party        |
| 30  | James Rolph                  | 8. Januar 1912 – 6. Januar 1931      | Republikanische Partei   |
| 31  | Angelo Joseph Rossi          | 7. Januar 1931 – 8. Januar 1944      | Republikanische Partei   |
| 32  | Roger Lapham                 | 8. Januar 1944 – 8. Januar 1948      | Republikanische Partei   |
| 33  | Elmer Robinson               | 8. Januar 1948 – 8. Januar 1956      | Republikanische Partei   |
| 34  | George Christopher           | 8. Januar 1956 – 8. Januar 1964      | Republikanische Partei   |
| 35  | John Shelley                 | 8. Januar 1964 – 8. Januar 1968      | Demokratische Partei     |
| 36  | Joseph Alioto                | 8. Januar 1968 – 8. Januar 1976      | Demokratische Partei     |
| 37  | George Moscone               | 8. Januar 1976 – 27. November 1978   | Demokratische Partei     |
| 38  | Dianne Feinstein             | 4. Dezember 1978 – 8. Januar 1988    | Demokratische Partei     |
| 39  | Art Agnos                    | 8. Januar 1988 – 7. Januar 1992      | Demokratische Partei     |
| 40  | Frank Jordan                 | 8. Januar 1992 – 8. Januar 1996      | Demokratische Partei     |
| 41  | Willie Brown                 | 8. Januar 1996 – 8. Januar 2004      | Demokratische Partei     |
| 42  | Gavin Newsom                 | 8. Januar 2004 – 10. Januar 2011     | Demokratische Partei     |
| 43  | Ed Lee                       | 11. Januar 2011 – 12. Dezember 2017  | Demokratische Partei     |
| 44  | Mark Farrell                 | 23. Januar 2018 – 11. Juli 2018      | Demokratische Partei     |
| 45  | London Breed                 | 11. Juli 2018– 8. Januar 2025        | Demokratische Partei     |
| 46  | Daniel Lurie                 | seit 8. Januar 2025                  | Demokratische Partei     |